# Kolonibidion femoratum
Kolonibidion femoratum là một loài bọ cánh cứng trong họ Cerambycidae.